# Fabrice Pithia
Fabrice Pithia est un footballeur mauricien né le 7 mai 1987. Il évolue au poste de milieu de terrain au Curepipe Starlight SC et en équipe nationale. Son frère Fabien est également footballeur et international.

## Biographie
Fabrice Pithia commence sa carrière avec son frère Fabien au Savanne SC. Avec l'équipe de Maurice des moins de 20 ans, il dispute en 2004 les éliminatoires de la Coupe COSAFA des moins de 20 ans et inscrit un but lors de la victoire quatre buts à zéro face aux Seychelles. Finaliste de la Coupe de la République en 2006, il est élu lors de cette saison meilleur jeune espoir du championnat de Maurice. Il fait la même année ses débuts en équipe nationale,.
Vainqueur de la Coupe de la République en 2009, il rejoint en 2010 le Curepipe Starlight SC. Meilleur joueur de sa génération, il dispute avec la sélection les Jeux des îles de l'océan Indien 2011. Il inscrit son premier but pour le « Club M » lors du premier match contre les Maldives puis marque un but à lors des deux matchs suivants. Maurice s'incline, en finale face aux Seychelles, quatre tirs au but à trois après un match nul un but partout, Fabrice Pithia termine meilleur buteur de la compétition.
Ces bonnes performances lors de la compétition attirent l'attention des clubs mauriciens de l'AS Port-Louis 2000 et du Cercle de Joachim, ainsi que du club chypriote de l'Omonia Nicosie. Il reste cependant au CSSC et réussit, en 2013 avec son club, le doublé championnat-Coupe. Il est également, la même saison, finaliste de la Coupe de la République.

## Palmarès
- Champion de Maurice en 2013 avec Curepipe Starlight SC.
- Vainqueur de la Coupe de Maurice en 2013 avec Curepipe Starlight SC.
- Vainqueur de la Coupe de la République en 2009 avec Savanne SC.
- Finaliste de la Coupe de la République en 2006 avec Savanne SC et en 2013 avec Curepipe Starlight SC.

- Finaliste des Jeux des îles de l'océan Indien 2011 avec Maurice.